# 文允成
文 允成（ムン・ユンソン、朝鮮語: 문윤성、1916年 - 2000年8月24日）は、大韓民国のSF作家、実業家。
本名は金 鐘安（キム・ジョンアン、김종안）。

## 経歴
日本統治時代の江原道鉄原郡出身。京城第2高等普通学校（現・景福高等学校）中退。以後は工事現場や鉱山などで働きながら小説の執筆と詩作を行なったほか、テスン企業社を設立し経営した。1946年に新天地に『頬』を発表したことで文壇に登場するも活動を続けることはできず、1965年に週刊韓国の第1回推理小説公募展に『完全社会』が当選し、1967年には同じ題名で書籍を出版した。1985年には『日本審判』を発表した。2000年に水原で死去、享年85。

## エピソード
高校の中退理由は日本人教師に反抗したためである。